# 山武郡

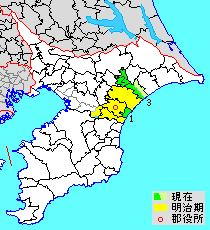
千葉県山武郡の位置（1.九十九里町 2.芝山町 3.横芝光町 水色：後に他郡に編入された区域、薄緑：後に他郡から編入した区域）

山武郡（さんぶぐん）は、千葉県の郡。
人口40,511人、面積134.69km²、人口密度301人/km²。（2025年2月1日、推計人口）
以下の3町を含む。
- 九十九里町（くじゅうくりまち）
- 芝山町（しばやままち）
- 横芝光町（よこしばひかりまち）

## 郡域
1889年（明治22年）に行政区画として発足した当時の郡域は、上記3町から横芝光町の一部（栗山川以東）を除き、概ね以下を加えた区域にあたる。
- 東金市の全域
- 山武市の全域
- 大網白里市の大部分（清水を除く）
- 千葉市緑区の一部（越智町、高津戸町、下大和田町以南および大高町の一部）

## 歴史
- 1897年（明治30年）

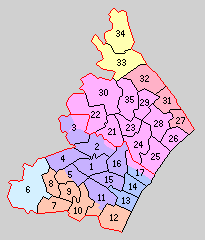
1.東金町 2.公平村 3.源村 4.丘山村 5.大和村 6.土気本郷町 7.瑞穂村 8.山辺村 9.大網町 10.増穂村 11.福岡村 12.白里村 13.豊海村 14.片貝村 15.正気村 16.豊成村 17.鳴浜村 21.成東町 22.日向村 23.大富村 24.南郷村 25.緑海村 26.蓮沼村 27.上堺村 28.大平村 29.松尾村 30.睦岡村 31.横芝村 32.大総村 33.二川村 34.千代田村 35.豊岡村（水色：千葉市 紫：東金市 桃：山武市 橙：大網白里市 青：九十九里町 黄：芝山町 赤：横芝光町）

  - 4月1日 - 郡制の施行により、山辺郡・武射郡の区域をもって山武郡が発足する。（4町28村）
    - 旧山辺郡 - 東金町、公平村、源村、丘山村、大和村、土気本郷町、瑞穂村、山辺村、大網町、増穂村、福岡村、白里村、豊海村、片貝村、正気村、豊成村、鳴浜村
    - 旧武射郡 - 成東町、日向村、大富村、南郷村、緑海村、蓮沼村、上堺村、大平村、松尾村、睦岡村、旭村、大総村、二川村、千代田村、豊岡村

  - 5月10日 - 横芝村が町制施行して横芝町となる。（5町27村）
- 1898年（明治31年）8月31日 - 松尾村が町制施行して松尾町となる。（6町26村）
- 1923年（大正12年）4月1日 - 郡会が廃止。郡役所は存続する。
- 1926年（大正15年）
  - 4月10日 - 片貝村が町制施行して片貝町となる。（7町25村）
  - 7月1日 - 郡役所が廃止。以降は地域区分名称となる。
- 1935年（昭和10年）8月10日 - 白里村が町制施行して白里町となる。（8町24村）
- 1939年（昭和14年）4月1日 - 土気本郷町が土気町に改称する。
- 1940年（昭和15年）2月11日 - 豊海村が町制施行して豊海町となる。（9町23村）
- 1951年（昭和26年）4月1日 - 大網町・瑞穂村・山辺村が合併し、改めて大網町が発足する。（9町21村）
- 1953年（昭和28年）4月1日（9町16村）
  - 東金町・丘山村・正気村・豊成村・公平村の一部（道庭、家之子、求名、松之郷）・大和村の一部（田中、福俵、山口の一部）が合併し、改めて東金町が発足する。
  - 公平村の残部（姫島）が成東町に、大和村の残部（小西、養安寺、山口の一部）が大網町にそれぞれ編入する。
- 1954年（昭和29年）
  - 4月1日（8町14村）
    - 東金町が源村の一部（上布田、極楽寺、三ヶ尻、酒蔵、滝沢）・福岡村の一部（下谷、上谷、東中島、一之袋、二之袋、大沼田、小沼田、砂古瀬、依古島新田、西中）を編入のうえ市制施行し、東金市となり郡より離脱する。
    - 源村の残部（下布田、植草、雨坪、武勝）が日向村に、福岡村の残部（桂山、長国、北吉田、九十根、下傍示）が白里町にそれぞれ編入。

  - 10月1日 - 成東町・大富村・南郷村が合併し、成東町が発足する。（8町12村）
  - 12月1日 - 大網町・白里町・増穂村が合併し、大網白里町が発足する。（7町11村）
- 1955年（昭和30年）
  - 1月1日 - 日向村・睦岡村が合併し、山武町が発足する。（8町9村）
  - 2月1日（8町5村）
    - 松尾町・大平村・豊岡村が合併し、松尾町が発足する。
    - 横芝町・上堺村・大総村が合併し、横芝町が発足する。

  - 3月31日（7町4村）
    - 豊海町・片貝町・鳴浜村の一部（作田）が合併し、九十九里町が発足する。
    - 鳴浜村の残部（白幡、本須賀）が成東町に編入する。

  - 7月1日（8町1村）
    - 成東町・緑海村が合併し、改めて成東町が発足する。
    - 二川村・千代田村が合併し、芝山町が発足する。
- 1969年（昭和44年）7月15日 - 土気町が千葉市（1992年、政令指定都市施行により、緑区の一部となる。）に編入する。（7町1村）
- 2006年（平成18年）3月27日（4町）
  - 山武町・成東町・松尾町・蓮沼村が合併し、山武市が発足、郡より離脱する。
  - 横芝町が匝瑳郡光町と合併し、横芝光町が発足する。
- 2013年（平成25年）1月1日 - 大網白里町が市制施行して大網白里市となり郡より離脱する。（3町）

### 変遷表
| 明治22年4月1日 | 明治22年4月1日 | 明治22年 - 明治30年           | 明治30年4月1日             | 明治30年4月1日 | 明治30年 - 大正15年   | 昭和1年 - 昭和19年           | 昭和20年 - 昭和29年                                               | 昭和20年 - 昭和29年                                                                                                 | 昭和30年 - 昭和64年                                   | 昭和30年 - 昭和64年           | 平成1年 - 現在                                | 現在       |
| -------------- | -------------- | ----------------------------- | -------------------------- | -------------- | --------------------- | ---------------------------- | ----------------------------------------------------------------- | --- | ----------------------------------------------------- | ----------------------------- | --------------------------------------------- | ---------- |
| 山辺郡         | 土気本郷町     | 土気本郷町                    | 明治30年 4月1日 山武郡発足 | 土気本郷町     | 土気本郷町            | 昭和14年 4月1日 土気町に改称 | 土気町                                                            | 土気町 | 昭和44年 7月15日 千葉市に編入                         | 昭和44年 7月15日 千葉市に編入 | 平成4年 4月1日 政令指定都市に 移行 千葉市緑区 | 千葉市     |
| 山辺郡         | 増穂村         | 増穂村                        | 明治30年 4月1日 山武郡発足 | 増穂村         | 増穂村                | 増穂村                       | 増穂村                                                            | 昭和29年 12月1日 大網白里町                                                                                         | 大網白里町                                            | 大網白里町                    | 平成25年1月1日 市制                           | 大網白里市 |
| 山辺郡         | 大和村の一部   | 大和村の一部                  | 明治30年 4月1日 山武郡発足 | 大和村の一部   | 大和村の一部          | 大和村の一部                 | 昭和28年 4月1日 大網町に一部 （小西・養安寺・ 山口の一部） を編入 | 昭和29年 12月1日 大網白里町                                                                                         | 大網白里町                                            | 大網白里町                    | 平成25年1月1日 市制                           | 大網白里市 |
| 山辺郡         | 山辺村         | 山辺村                        | 明治30年 4月1日 山武郡発足 | 山辺村         | 山辺村                | 山辺村                       | 昭和26年 4月1日 大網町                                            | 昭和29年 12月1日 大網白里町                                                                                         | 大網白里町                                            | 大網白里町                    | 平成25年1月1日 市制                           | 大網白里市 |
| 山辺郡         | 瑞穂村         | 瑞穂村                        | 明治30年 4月1日 山武郡発足 | 瑞穂村         | 瑞穂村                | 瑞穂村                       | 昭和26年 4月1日 大網町                                            | 昭和29年 12月1日 大網白里町                                                                                         | 大網白里町                                            | 大網白里町                    | 平成25年1月1日 市制                           | 大網白里市 |
| 山辺郡         | 大網町         | 大網町                        | 明治30年 4月1日 山武郡発足 | 大網町         | 大網町                | 大網町                       | 昭和26年 4月1日 大網町                                            | 昭和29年 12月1日 大網白里町                                                                                         | 大網白里町                                            | 大網白里町                    | 平成25年1月1日 市制                           | 大網白里市 |
| 山辺郡         | 白里村         | 白里村                        | 明治30年 4月1日 山武郡発足 | 白里村         | 白里村                | 昭和10年 8月10日 町制        | 白里町                                                            | 昭和29年 12月1日 大網白里町                                                                                         | 大網白里町                                            | 大網白里町                    | 平成25年1月1日 市制                           | 大網白里市 |
| 山辺郡         | 福岡村         | 福岡村                        | 明治30年 4月1日 山武郡発足 | 福岡村         | 福岡村                | 福岡村                       | 福岡村                                                            | 昭和29年 4月1日 白里町に一部 （桂山・長国・北吉田・ 九十根・下傍示）編入                                            | 大網白里町                                            | 大網白里町                    | 平成25年1月1日 市制                           | 大網白里市 |
| 山辺郡         | 福岡村         | 福岡村                        | 明治30年 4月1日 山武郡発足 | 福岡村         | 福岡村                | 福岡村                       | 福岡村                                                            | 昭和29年 4月1日 東金市に一部 （下谷・上谷・東中島・ 一之袋・二之袋・ 大沼田・小沼田・ 砂古瀬・依古島・ 西中）を編入 | 東金市                                                | 東金市                        | 東金市                                        | 東金市     |
| 山辺郡         | 大和村の一部   | 大和村の一部                  | 明治30年 4月1日 山武郡発足 | 大和村の一部   | 大和村の一部          | 大和村の一部                 | 昭和28年 4月1日 東金町と一部 （田中・山口・福俵） 合併            | 昭和29年 4月1日 市制                                                                                                | 東金市                                                | 東金市                        | 東金市                                        | 東金市     |
| 山辺郡         | 東金町         | 東金町                        | 明治30年 4月1日 山武郡発足 | 東金町         | 東金町                | 東金町                       | 昭和28年 4月1日 東金町                                            | 昭和29年 4月1日 市制                                                                                                | 東金市                                                | 東金市                        | 東金市                                        | 東金市     |
| 山辺郡         | 丘山村         | 丘山村                        | 明治30年 4月1日 山武郡発足 | 丘山村         | 丘山村                | 丘山村                       | 昭和28年 4月1日 東金町                                            | 昭和29年 4月1日 市制                                                                                                | 東金市                                                | 東金市                        | 東金市                                        | 東金市     |
| 山辺郡         | 豊成村         | 豊成村                        | 明治30年 4月1日 山武郡発足 | 豊成村         | 豊成村                | 豊成村                       | 昭和28年 4月1日 東金町                                            | 昭和29年 4月1日 市制                                                                                                | 東金市                                                | 東金市                        | 東金市                                        | 東金市     |
| 山辺郡         | 正気村         | 正気村                        | 明治30年 4月1日 山武郡発足 | 正気村         | 正気村                | 正気村                       | 昭和28年 4月1日 東金町                                            | 昭和29年 4月1日 市制                                                                                                | 東金市                                                | 東金市                        | 東金市                                        | 東金市     |
| 山辺郡         | 大和村の一部   | 大和村の一部                  | 明治30年 4月1日 山武郡発足 | 大和村の一部   | 大和村の一部          | 大和村の一部                 | 昭和28年 4月1日 東金町と一部 （田中・山口・福俵） 合併            | 昭和29年 4月1日 市制                                                                                                | 東金市                                                | 東金市                        | 東金市                                        | 東金市     |
| 山辺郡         | 源村の一部     | 源村の一部                    | 明治30年 4月1日 山武郡発足 | 源村の一部     | 源村の一部            | 源村の一部                   | 源村の一部                                                        | 昭和29年 4月1日 東金市に一部 （上布田・極楽寺・ 三ヶ尻・酒蔵）編入                                                  | 東金市                                                | 東金市                        | 東金市                                        | 東金市     |
| 山辺郡         | 豊海村         | 豊海村                        | 明治30年 4月1日 山武郡発足 | 豊海村         | 豊海村                | 昭和15年 2月11日 町制        | 豊海町                                                            | 豊海町 | 昭和30年 3月31日 九十九里町                           | 九十九里町                    | 九十九里町                                    | 九十九里町 |
| 山辺郡         | 片貝村         | 片貝村                        | 明治30年 4月1日 山武郡発足 | 片貝村         | 大正15年 4月10日 町制 | 片貝町                       | 片貝町                                                            | 片貝町 | 昭和30年 3月31日 九十九里町                           | 九十九里町                    | 九十九里町                                    | 九十九里町 |
| 山辺郡         | 鳴浜村         | 鳴浜村                        | 明治30年 4月1日 山武郡発足 | 鳴浜村         | 鳴浜村                | 鳴浜村                       | 鳴浜村                                                            | 鳴浜村 | 昭和30年 3月31日 九十九里町と 一部（作田）合併        | 九十九里町                    | 九十九里町                                    | 九十九里町 |
| 山辺郡         | 鳴浜村         | 鳴浜村                        | 明治30年 4月1日 山武郡発足 | 鳴浜村         | 鳴浜村                | 鳴浜村                       | 鳴浜村                                                            | 鳴浜村 | 昭和30年 3月31日 成東町に一部 （白幡・本須賀）を 編入 | 昭和30年 7月31日 成東町       | 平成18年 3月27日 山武市                       | 山武市     |
| 山辺郡         | 公平村の一部   | 公平村の一部                  | 明治30年 4月1日 山武郡発足 | 公平村の一部   | 公平村の一部          | 公平村の一部                 | 昭和28年 4月1日 成東町に一部 （姫島）を編入                       | 昭和29年 10月1日 成東町                                                                                             | 成東町                                                | 昭和30年 7月31日 成東町       | 平成18年 3月27日 山武市                       | 山武市     |
| 山辺郡         | 源村の一部     | 源村の一部                    | 明治30年 4月1日 山武郡発足 | 源村の一部     | 源村の一部            | 源村の一部                   | 源村の一部                                                        | 昭和29年 4月1日 日向村に一部 （下布田・植草・ 雨坪・武勝）を編入                                                    | 昭和30年 1月1日 山武町                                | 昭和30年 1月1日 山武町        | 平成18年 3月27日 山武市                       | 山武市     |
| 武射郡         | 緑海村         | 緑海村                        | 明治30年 4月1日 山武郡発足 | 緑海村         | 緑海村                | 緑海村                       | 緑海村                                                            | 緑海村 | 緑海村                                                | 昭和30年 7月31日 成東町       | 平成18年 3月27日 山武市                       | 山武市     |
| 武射郡         | 大富村         | 大富村                        | 明治30年 4月1日 山武郡発足 | 大富村         | 大富村                | 大富村                       | 大富村                                                            | 昭和28年 4月1日 成東町                                                                                              | 成東町                                                | 昭和30年 7月31日 成東町       | 平成18年 3月27日 山武市                       | 山武市     |
| 武射郡         | 南郷村         | 南郷村                        | 明治30年 4月1日 山武郡発足 | 南郷村         | 南郷村                | 南郷村                       | 南郷村                                                            | 昭和28年 4月1日 成東町                                                                                              | 成東町                                                | 昭和30年 7月31日 成東町       | 平成18年 3月27日 山武市                       | 山武市     |
| 武射郡         | 成東町         | 成東町                        | 明治30年 4月1日 山武郡発足 | 成東町         | 成東町                | 成東町                       | 成東町                                                            | 昭和28年 4月1日 成東町                                                                                              | 成東町                                                | 昭和30年 7月31日 成東町       | 平成18年 3月27日 山武市                       | 山武市     |
| 武射郡         | 睦岡村         | 睦岡村                        | 明治30年 4月1日 山武郡発足 | 睦岡村         | 睦岡村                | 睦岡村                       | 睦岡村                                                            | 睦岡村 | 昭和30年 1月1日 山武町                                | 昭和30年 1月1日 山武町        | 平成18年 3月27日 山武市                       | 山武市     |
| 武射郡         | 日向村         | 日向村                        | 明治30年 4月1日 山武郡発足 | 日向村         | 日向村                | 日向村                       | 日向村                                                            | 日向村 | 昭和30年 1月1日 山武町                                | 昭和30年 1月1日 山武町        | 平成18年 3月27日 山武市                       | 山武市     |
| 武射郡         | 蓮沼村         | 蓮沼村                        | 明治30年 4月1日 山武郡発足 | 蓮沼村         | 蓮沼村                | 蓮沼村                       | 蓮沼村                                                            | 蓮沼村 | 蓮沼村                                                | 蓮沼村                        | 平成18年 3月27日 山武市                       | 山武市     |
| 武射郡         | 豊岡村         | 豊岡村                        | 明治30年 4月1日 山武郡発足 | 豊岡村         | 豊岡村                | 豊岡村                       | 豊岡村                                                            | 豊岡村 | 昭和30年 1月1日 松尾町                                | 昭和30年 1月1日 松尾町        | 平成18年 3月27日 山武市                       | 山武市     |
| 武射郡         | 大平村         | 大平村                        | 明治30年 4月1日 山武郡発足 | 大平村         | 大平村                | 大平村                       | 大平村                                                            | 大平村 | 昭和30年 1月1日 松尾町                                | 昭和30年 1月1日 松尾町        | 平成18年 3月27日 山武市                       | 山武市     |
| 武射郡         | 松尾村         | 松尾村                        | 明治30年 4月1日 山武郡発足 | 松尾村         | 明治31年 8月31日 町制 | 松尾町                       | 松尾町                                                            | 松尾町 | 昭和30年 1月1日 松尾町                                | 昭和30年 1月1日 松尾町        | 平成18年 3月27日 山武市                       | 山武市     |
| 武射郡         | 旭村           | 明治26年 1月27日 横芝村に改称 | 明治30年 4月1日 山武郡発足 | 横芝村         | 明治30年 7月1日 町制  | 横芝町                       | 横芝町                                                            | 横芝町 | 昭和30年 2月1日 横芝町                                | 昭和30年 2月1日 横芝町        | 平成18年 3月27日 横芝光町                     | 横芝光町   |
| 武射郡         | 上堺村         | 上堺村                        | 明治30年 4月1日 山武郡発足 | 上堺村         | 上堺村                | 上堺村                       | 上堺村                                                            | 上堺村 | 昭和30年 2月1日 横芝町                                | 昭和30年 2月1日 横芝町        | 平成18年 3月27日 横芝光町                     | 横芝光町   |
| 武射郡         | 大総村         | 大総村                        | 明治30年 4月1日 山武郡発足 | 大総村         | 大総村                | 大総村                       | 大総村                                                            | 大総村 | 昭和30年 2月1日 横芝町                                | 昭和30年 2月1日 横芝町        | 平成18年 3月27日 横芝光町                     | 横芝光町   |
| 武射郡         | 二川村         | 二川村                        | 明治30年 4月1日 山武郡発足 | 二川村         | 二川村                | 二川村                       | 二川村                                                            | 二川村 | 昭和30年 7月1日 芝山町                                | 昭和30年 7月1日 芝山町        | 芝山町                                        | 芝山町     |
| 武射郡         | 千代田村       | 千代田村                      | 明治30年 4月1日 山武郡発足 | 千代田村       | 千代田村              | 千代田村                     | 千代田村                                                          | 千代田村 | 昭和30年 7月1日 芝山町                                | 昭和30年 7月1日 芝山町        | 芝山町                                        | 芝山町     |

## 地名について
山武郡は、山辺郡（やまべぐん）と武射郡（むさぐん・むしゃぐん）が合併して発足した際に採用された合成地名で、正式な読みは「さんむぐん」であった。山武町は「さんぶまち」と読むことから、綴りが同一の「山武郡」は読みが混同され、1970年代後半にかけて「さんぶぐん」の読みが広くなったとされる。
2006年3月27日に、山武郡成東町・山武町・蓮沼村・松尾町が合併して山武市が発足した際、上記の理由から、歴史の長い「さんむ」が新しい市にふさわしい、として読みを「さんむし」とした。

## 行政
歴代郡長
特記なき場合『山武郡郷土誌』による。
| 代 | 氏名       | 就任年月日                 | 退任年月日                 | 備考                   |
| -- | ---------- | -------------------------- | -------------------------- | ---------------------- |
| 1  | 宮崎直候   | 明治11年（1878年）11月2日  | 明治14年（1881年）1月25日  |                        |
| 2  | 下村御鍬   | 明治14年（1881年）1月25日  | 明治17年（1884年）11月1日  |                        |
| 3  | 松崎省吾   | 明治17年（1884年）11月1日  | 明治28年（1895年）12月20日 |                        |
| 4  | 黒田剛     | 明治28年（1895年）12月20日 | 明治30年（1897年）6月21日  |                        |
| 5  | 石井信一   | 明治30年（1897年）6月21日  | 明治30年（1897年）9月13日  |                        |
| 6  | 若宮銀次郎 | 明治30年（1897年）9月16日  | 明治32年（1899年）4月8日   |                        |
| 7  | 桧山信邦   | 明治32年（1899年）4月8日   | 明治35年（1902年）6月1日   |                        |
| 8  | 行方幹     | 明治35年（1902年）6月10日  | 明治43年（1910年）1月22日  | 在職中に死去           |
| 9  | 太田資行   | 明治43年（1910年）3月7日   | 明治44年（1911年）12月27日 |                        |
| 10 | 大澤富二三 | 明治44年（1911年）12月27日 | 大正元年（1912年）12月7日  |                        |
| 11 | 竹内錠之助 | 大正元年（1912年）12月7日  | 大正4年（1915年）1月21日   |                        |
| 12 | 加藤輝夫   | 大正4年（1915年）1月21日   | 不明                       |                        |
|    |            |                            | 大正15年（1926年）6月30日  | 郡役所廃止により、廃官 |